# Felicidad Blanc
Felicidad Blanc y Bergnes de Las Casas (Madrid, 1913 - Sant Sebastià, Guipúscoa, 30 d'octubre de 1990) fou una escriptora espanyola, esposa del poeta Leopoldo Panero amb qui fou mare de Juan Luis Panero, Leopoldo María Panero i Michi Panero.